# Juan de la Fuente
Juan María de la Fuente (* 15. August 1976 in Buenos Aires) ist ein ehemaliger argentinischer Segler.

## Erfolge
Juan de la Fuente gewann 2006 gewann bei den Südamerikaspielen mit Javier Conte die Goldmedaille in der 470er Jolle. In dieser nahm er fünfmal an Olympischen Spielen teil und gab 2000 in Sydney sein Debüt. Gemeinsam mit Javier Conte gewann er sogleich die Bronzemedaille, als sie sich mit 57 Punkten und damit einen Punkt vor Nick Rogers und Joe Glanfield auf dem dritten Rang hinter dem australischen und dem US-amerikanischen Boot behaupteten. Die Olympischen Spiele 2004 in Athen schlossen de la Fuente und Conte auf dem 13. Platz ab, 2008 in Peking wurden sie Zehnte. Mit Lucas Calabrese gewann er 2012 in London eine weitere Bronzemedaille, nachdem die beiden die Regatta mit 63 Punkten hinter dem australischen und dem britischen Boot beendet hatten. Bei den Olympischen Spielen 2016 in Rio de Janeiro kamen er und Calabrese nicht über den 16. Platz hinaus. Nach den Spielen 2016 beendete er seine Karriere. 